# جميل مطر
جميل مطر كاتب ومفكر مصري مهتم بقضايا الإصلاح والتحول الديمقراطي.

## مشواره
- بدأ حياته العملية ملحقا دبلوماسيا في عدة دول قبل إكمال دراسته العليا، وفي عام 1964 عمل سفيرا لمصر في الأرجنتين، حيث كان مسئولا عن العلاقات الاقتصادية في السفارة المصرية في بوينس آيرس.
- عمل بين 1975 و1986 في الأمانة العامة للجامعة العربية، وتدرج في العمل حتى منصب نائب رئيس الإدارة العامة لشؤون فلسطين.[2]
- عمل بين 1971 و 1975 رئيسا لوحدة العلاقات الدولية بمركز الدراسات السياسية والإستراتيجية بالأهرام.
- اشترك في تأسيس جريدة الشروق الجديد (جريدة مصرية) وعضو في مجلس تحريرها منذ 2008 وحتى الآن.[3]

## مؤلفات[4]
خلال مشواره أصدر كتبا منها:
- سنة 2000 «جميل مطر أول حكاية».
- سنة 1995 «تأملات في السياسة الدولية».

كما قام بنشر مقالات ;نذكر بعضها:
- ديبلوماسية العنف: جميل مطر....الحياة
- الانتخابات واستعادة كرامة وطن: التجربة البريطانية
- خصوم أوباما يستعدون بموجة عنف جديدة
- تأخرتم جداً. . حتى لو صدقتم
- كرزاي نموذجاً